# Xavier McDaniel
Xavier Maurice McDaniel (Columbia, 4 de Junho de 1963), apelidado de X-Man, é um ex-jogador norte-americano de basquete que disputou 12 temporadas na National Basketball Association (NBA).
Foi a quarta escolha da primeira rodada do Draft da NBA de 1985, sendo escolhido pelo Seattle Supersonics. Em sua primeira temporada ele teve médias de 17,1 pontos e 8 rebotes, que lhe valeu a ser escolhido no melhor quinteto de novatos do ano. Após 5 temporadas de sucesso em Seattle, ele foi negociado com o Phoenix Suns no meio da temporada 1990–91. No final, ele foi para o New York Knicks, onde jogou uma temporada ao lado de Patrick Ewing. No ano seguinte, ele assinou com o Boston Celtics, onde jogou três temporadas antes ir para a Europa e jogar lá durante um ano. Ele voltou para a NBA, especificamente para o New Jersey Nets, onde depois de 2 temporadas com médias baixas, ele se aposentou em 1998. Em suas 12 temporadas na NBA, obteve médias de 15,6 pontos e 6,1 rebotes por jogo.